# Durbe
Durbe (antes en alemán: Durben) es una villa de Letonia, capital del municipio homónimo. Los primeros registros de la población datan de 1260, cuando tuvo lugar la Batalla de Durbe ocurrida cerca del Lago Durbe. Obtuvo los derechos de ciudad en 1893, ratificados en 1917.
A 1 de enero de 2016 tiene 561 habitantes.
Se sitúa sobre la carretera A9, unos 20 km al este de Liepāja.

## Personajes ilustres
- Zigfrīds Anna Meierovics, primer ministro de Letonia y ministro de Exteriores de Letonia.